# Кодати, Укё
Укё Кодачи (яп. 小太刀 右京 Кодачи Укё:, род. 1 апреля 1979 в городе Хираката, префектура Осака) — японский писатель, сценарист, дизайнер игр. Автор ранобэ по Macross Frontier и книги «Гаара Хидэн» по вселенной «Наруто». Соавтор Кисимото Масаси при написании сценария Boruto: Naruto the Movie и автор сценария манги Boruto: Naruto Next Generations.

## Биография
Кодачи вырос в семье физика, поэтому с детства интересовался наукой. Карьеру начал с разработки настольных ролевых игр. В 2008 Кодачи начал публиковаться как писатель, написав новеллизацию аниме Macross Frontier. В 2013 году он стал писать сценарии для аниме, в первую очередь — для Neppu Kairiku Bushi Road.

## Список работ

### Манга
- Infini-T Force: Arc to the Future (2015–2020, выходила в журнале Monthly Hero's, иллюстратор Тацума Эдзири)[6]
- Boruto: Naruto Next Generations (2016–2020, издавалась в Weekly Shonen Jump, в 2019 году перешла в V Jump, в 2020 году сценаристом стал Масаси Кисимото, иллюстратор Микио Икэмото)[7][8]

### Книги
- Macross Frontier (2008–2009, иллюстраторы Риса Эбата и Хаято Аоки)[4]
- Queen's Blade Rebellion (2009, книга-игра)[9]
- Macross The Ride (2010–2011, иллюстраторы Хидэтака Тэндзин, Томми Оцука и Кацуми Энами)[10]
- Code Geass: Akito the Exiled (2013–2016)[11]

### Сценарии
- Neppu Kairiku Bushi Road (2013)[5]
- Gunslinger Stratos: The Animation (2015)[12]
- Chaos Dragon (2015)[13]
- Boruto: Naruto the Movie (2015)[14]
- School-Live! (2015; 7 серия)[15]
- Danganronpa 3: The End of Hope's Peak High School (2016; некоторые серии)[16]
- Magical Girl Spec-Ops Asuka (2019; некоторые серии)[17]
- Lord El-Melloi II's Case Files {Rail Zeppelin} Grace Note (2019)[18]
- Fate/Grand Order - Absolute Demonic Front: Babylonia (2019–2020)[19]
- Fate/Grand Order Divine Realm of the Round Table: Camelot (2020–2021)[20]
- Seven Knights Revolution: Hero Successor (2021)[21]

### Видеоигры
- Macross 30: Voices across the Galaxy (2013)[22]
- Fate/Extella Link (2018)[23]